# Liste des épisodes de Hikaru no go
 (janvier 2025).
Si vous disposez d'ouvrages ou d'articles de référence ou si vous connaissez des sites web de qualité traitant du thème abordé ici, merci de compléter l'article en donnant les références utiles à sa vérifiabilité et en les liant à la section « Notes et références ».
Cet article est un complément de l'article sur le manga Hikaru no go. Il contient la liste des épisodes de l'adaptation en anime diffusée entre octobre 2001 et mars 2003 au Japon.

## Liste des épisodes
| No | Titre de l’épisode en français        | Titre original de l’épisode                   | Date de 1re diffusion |
| -- | ------------------------------------- | --------------------------------------------- | --------------------- |
| 1  | Un éternel rival                      | 永遠のライバル Eien no RAIBARU                | 10 octobre 2001       |
| 2  | Un point vital décelé                 | 見ぬかれた急所!! Minukareta Kyuusho!!         | 17 octobre 2001       |
| 3  | Akira montre les crocs                | 牙をむくアキラ Kiba wo muku AKIRA             | 24 octobre 2001       |
| 4  | Kaga du club Shogi                    | 将棋部の加賀 Shougibu no Kaga                 | 31 octobre 2001       |
| 5  | Un pressentiment d'éveil              | 覚醒の予感 Kakusei no Yokan                   | 7 novembre 2001       |
| 6  | Une partie magnifique                 | 美しい一局 Utsukushii Ikkyoku                 | 14 novembre 2001      |
| 7  | Je ne jouerai pas contre toi          | お前とは打たない Omae to wa Utanai            | 21 novembre 2001      |
| 8  | Le complot ourdi sous la pluie        | 雨の中の策略 Ame no Naka no Nakuryaku         | 28 novembre 2001      |
| 9  | Celui qui gêne                        | 目ざわりな奴!! Mezawarina Yatsu!!             | 5 décembre 2001       |
| 10 | Le troisième membre                   | 3人目のメンバー Sanninme no MENBAA            | 12 décembre 2001      |
| 11 | L'acte le plus lâche                  | 最毛卑劣な行為 Saimou hiretsu na koui         | 12 décembre 2001      |
| 12 | Tu es le troisième joueur de l'équipe | 三将はお前だ Sanshou wa omaeda                | 2 janvier 2002        |
| 13 | La détermination de chacun            | それぞれの決意 Sorezore no ketsui             | 9 janvier 2002        |
| 14 | La troisième partie                   | 三度目の対局 Sandome no taikyoku              | 16 janvier 2002       |
| 15 | Le joueur de Go professionnel         | ネットに潜む棋士 NETTO ni hisomu kishi        | 23 janvier 2002       |
| 16 | Qui est Saï ?                         | sai はだれだ Sai wa dareda                    | 30 janvier 2002       |
| 17 | Une partie ancrée dans le souvenir    | 追憶の一局 Tsuioku no ikkyoku                 | 6 février 2002        |
| 18 | Akira contre Saï                      | アキラ対sai AKIRA tai Sai                     | 13 février 2002       |
| 19 | Le niveau d'Hikaru                    | ヒカルの実力 HIKARU no jitsuryoku             | 20 février 2002       |
| 20 | La voie pour devenir pro              | プロへの道 PURO e no michi                    | 27 février 2002       |
| 21 | Le club de Go du collège Haze         | 葉瀬中囲碁部 Hasejuu igobu                    | 6 mars 2002           |
| 22 | L'examen d'entrée des Inseï           | 院生試験 Insei shiken                         | 13 mars 2002          |
| 23 | La salle Yûgen                        | 幽玄の間 Yuugen no aida                       | 20 mars 2002          |
| 24 | L'Oza contre Akira                    | 王座vsアキラ Ouza vs AKIRA                    | 27 mars 2002          |
| 25 | Peur et panique                       | 恐れとあせりと Tsukitsukerareta sai no katana | 3 avril 2002          |
| 26 | Bienvenue dans le groupe 1            | ようこそ一組へ HIKARU saidai no kabe          | 10 avril 2002         |
| 27 | Un endroit où je voudrais revenir     | 時々戻りたい場所 Tokidoki modoritai basho     | 17 avril 2002         |
| 28 | La coup des jeunes lions              | 若獅子戦 Wakajishisen                         | 24 avril 2002         |
| 29 | Kuwabara Honinbô                      | 桑原本因坊 Kuwabara Honinbô                   | 1er mai 2002          |
| 30 | Ogata vs. Honinbô                     | 绪方vs本因坊 Ogata vs Honinbô                 | 8 mai 2002            |
| 31 | Le début de l'examen pro              | プロ試験開始 PURO shaken kaishi               | 15 mai 2002           |
| 32 | Le dernier jour de qualification      | 予選最終日 Yosen saishuuhi                    | 22 mai 2002           |
| 33 | Formation d'une équipe                | チーム結成! CHIIMU kessei!                    | 29 mai 2002           |
| 34 | Je ne peux pas gagner                 | 勝ってはならない Kattewanaranai               | 5 juin 2002           |
| 35 | Un seul gagnant                       | 勝者はひとり Shosha wa hitori                 | 12 juin 2002          |
| 36 | Mon nom est...                        | オレの名は Ore no na wa                       | 19 juin 2002          |
| 37 | Début du tournoi                      | 本戦開始 Honsen kaishi                        | 26 juin 2002          |
| 38 | Les challengers                       | 挑戦者たち Chousenshatachi                    | 3 juillet 2002        |
| 39 | Un instant fatal                      | 魔の一瞬 Ma no isshun                         | 10 juillet 2002       |
| 40 | Le chemin de la victoire              | 白星の行方 Shirohoshi no yukue                | 17 juillet 2002       |
| 41 | La troisième semaine, c'est trop tard | 三週では遅い! Sanshuudewa osoi!               | 24 juillet 2002       |
| 42 | Le premier admis                      | 一人目の合格者 Hitorime no goukakusha         | 31 juillet 2002       |
| 43 | Hikaru contre Waya                    | ヒカルvs和谷 HIKARU vs Waya                   | 7 août 2002           |
| 44 | Le coup de la résurrection            | 起死回生 Kishi kaisei                         | 14 août 2002          |
| 45 | Hikaru vs. Ochi                       | ヒカルvs越智 HIKARU vs Ochi                   | 21 août 2002          |
| 46 | Le dernier jour                       | プロ試験最終日 PURO shiken saishuuhi          | 28 août 2002          |
| 47 | vers le monde des pros                | プロの世界へ PURO no sekai e                  | 4 septembre 2002      |
| 48 | Saï vs. Meijin                        | 佐為vs名人 Sai vs Meijin                      | 11 septembre 2002     |
| 49 | Une partie déraisonnable              | 捨て身の一局 Sutemi no ikkyoku                | 18 septembre 2002     |
| 50 | Saï Fujiwara                          | 藤原佐為? Fujiwarano Sai?                     | 25 septembre 2002     |
| 51 | Kurata 6e Dan                         | 倉田六段 Kurata rokudan                       | 2 octobre 2002        |
| 52 | Hikaru contre Akira                   | ヒカルvsアキラ HIKARU VS AKIRA                | 9 octobre 2002        |
| 53 | La confession de Saï                  | sai の告白 Sai no kokuhaku                    | 16 octobre 2002       |
| 54 | Cœur hautain                          | たかぶる心 Takaburui                          | 23 octobre 2002       |
| 55 | Saï Vs Toya Koyo                      | sai VS toya koyo Sai VS Toya Koyo             | 30 octobre 2002       |
| 56 | La réponse de 1000 ans                | 千年の答え Sennen no kotae                    | 6 novembre 2002       |
| 57 | Fais-moi jouer contre Saï !           | saiと打たせろ Sai to utasero                  | 13 novembre 2002      |
| 58 | Go à une seule couleur                | 一色碁 Isshaku go                             | 20 novembre 2002      |
| 59 | Koyo Toya se retire !                 | 塔矢行洋引退 Toya Kôyo intai                  | 27 novembre 2002      |
| 60 | Adieu Hikaru                          | さよならヒカル Sayonara HIKARU                | 4 décembre 2002       |
| 61 | Saï a disparu ?                       | 佐為ガ消えた? Sai ga kieta?                   | 11 décembre 2002      |
| 62 | Le meilleur joueur d'Hiroshima        | 広島最強棋士 Hiroshima saikyou kishi          | 18 décembre 2002      |
| 63 | Je ne jouerai plus                    | もう打たない Mou utanai                       | 25 décembre 2002      |
| 64 | Le vase de Heicho                     | 慶長の花器 Keichou no kaki                    | 8 janvier 2003        |
| 65 | Le Go d'Isumi                         | 伊角の碁 Isumi no go                          | 15 janvier 2003       |
| 66 | Une rencontre du destin               | 運命の出会い Unmei no deai                    | 22 janvier 2003       |
| 67 | Isumi mis à l'épreuve                 | 試される伊角 Tamasareru Isumi                 | 29 janvier 2003       |
| 68 | Forfait                               | 不戦敗 Fusenhai                               | 5 février 2003        |
| 69 | Le visiteur décisif                   | 決意の訪問者 Ketsui no houmon sha             | 12 février 2003       |
| 70 | Saï était ici                         | 佐為ガいた... Sai ga ita…                     | 19 février 2003       |
| 71 | Première partie du retour             | 復帰初戦 Fukki shosen                         | 26 février 2003       |
| 72 | Tous deux commencent à courir         | 走りだした二人 Hashiridashita futari          | 5 mars 2003           |
| 73 | Shindo contre Toya                    | 進藤対塔矢 Shindou tai Touya                  | 12 mars 2003          |
| 74 | Pour toujours en toi                  | キミの中にいる Kimi no naka ni iru            | 19 mars 2003          |
| 75 | Ce cher sourire                       | なつかしい笑顔 Natsukashii egao               | 26 mars 2003          |